# 赤外線
赤外線（せきがいせん）は、可視光線の赤色より波長が長く（周波数が低い）、電波より波長の短い電磁波のことである。ヒトの目では見ることができない光である。英語では infrared といい、「赤より下にある」「赤より低い」を意味する（infra は「下」を意味する接頭辞）。分光学などの分野ではIRとも略称される。なお、可視光線の紫色より波長が短い電磁波は紫外線と呼ばれる。

## 赤外線の種類
ヒトの視覚は、波長の長い光を赤色光として感じとるが、その上限は 760 - 830 nm 付近とされ、それより波長の長い光は知覚できず、可視光線の赤色の外側という意味で 赤外線という。ミリ波長の電波よりも波長の短い電磁波全般を指し、波長ではおよそ700 nm - 1 mm (=1000 µm) に分布する。
さらに、波長によって、近赤外線、中赤外線、遠赤外線に分けられる。それぞれの波長区分は学問領域によって若干異なり、下記の区分はその一例である。

### 一般的分類

#### 近赤外線
近赤外線は波長がおよそ0.7 - 2.5 µmの電磁波で、赤色の可視光線に近い波長を持つ。性質も可視光線に近い特性を持つため「見えない光」として、赤外線カメラや赤外線通信、家電用のリモコン、生体認証の一種である静脈認証などに応用されている。光ファイバーでもこの波長帯が使われ、代表的な波長は1.55µmである。天文学の分野では、1 - 3 µmの波長を近赤外線としている。

#### 中赤外線
中赤外線は、波長がおよそ2.5 - 4 µmの電磁波で、近赤外線の一部として分類されることもある。赤外分光の分野では、単に赤外と言うとこの領域を指すことが多い。波数が1300 - 650 cm−1 の領域は指紋領域と呼ばれ、物質固有の吸収スペクトルが現れるため、化学物質の同定に用いられる。天文学の分野では、3 - 40 µmの波長のものを中間赤外線と呼ぶ。

#### 遠赤外線
遠赤外線は熱線とも呼ばれ、波長がおよそ4 - 1000 µmの電磁波である。性質は電波に近い。天文学の分野では、40 - 400 µmの波長を遠赤外線としている。
全ての物質は、熱放射により温度に応じたスペクトルの電磁波を発している。この強度は、高温の物体ほど強くなる。また、熱放射のピークの波長は温度に反比例し、常温の物体では赤外線の強度が最も強くなる。例えば、20 ℃の物体が放射する赤外線のピーク波長は10 µm程度である。

### その他の分類
| 帯域名                                                                         | 波長        | 光エネルギー |
| ------------------------------------------------------------------------------ | ----------- | ------------ |
| 近赤外線 (Near-infrared, NIR)                                                  | 0.75-1.4 µm | 0.9-1.7 eV   |
| 短波長赤外線 (Short-wavelength infrared, SWIR)                                 | 1.4-3 µm    | 0.4-0.9 eV   |
| 中波長赤外線 (Mid-wavelength infrared, MWIR)                                   | 3-8 µm      | 150-400 meV  |
| 長波長赤外線 (Long-wavelength infrared, LWIR) 熱赤外線 (Thermal infrared, TIR) | 8–15 µm     | 80-150 meV   |
| 遠赤外線 (Far infrared, FIR)                                                   | 15-1,000 µm | 1.2-80 meV   |

## 特性
赤外線は大気に吸収され、その一部が地上に届く。

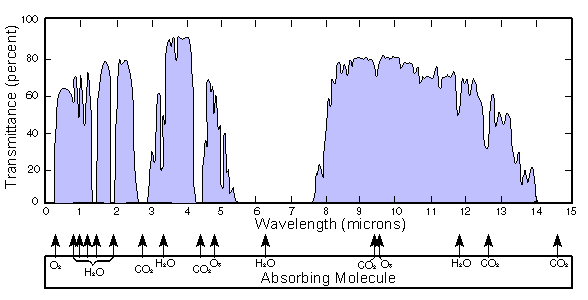
地球放射の一部と太陽放射（0.8 µm以下。幅が狭いため正確に表現できていない）のスペクトル。青い部分の上下幅が広いところが大気の窓。横軸(Wavelength)が波長、縦軸(Transmittance)が放射の透過率を表す。

水は遠赤外線よりも近赤外線を強く吸収するが、いずれの波長も数mm以上は透過しない。「遠赤外線は体の内部まで浸透し内側から温める」と言われることがあるが、間違いである。
水に対する吸光度は中赤外線および遠赤外線において高く、したがって生体組織（特に、水分を多く含んだ組織）に対しては浅い部分でその多くが吸収される。このような波長のレーザである炭酸ガスレーザ（λ=10.6 µm）やEr:YAGレーザ（λ=2.94 µm）は生体組織の切開(レーザーメス)や蒸散（いずれも凝固に比べ高いエネルギー密度や位置選択性が要求される）に利用されている。
また、赤外線は気候にも重大な影響を与えている。地表からは大量の赤外線が放出されるが、この赤外線を二酸化炭素などの温室効果ガスが吸収し赤外線を再度放射する。この働きによって地表の気温は上がる。この一連の動きは温室効果と呼ばれ、地球の気温を大きく上げる役割を果たしている。温室効果による赤外線放射は太陽から直接受け取る熱量を大きく上回っており、もし温室効果が存在しなかった場合は地球は氷点下の凍てついた惑星となる。

## 発見
1800年、イギリスのウィリアム・ハーシェルにより赤外線放射が発見された。彼は太陽光をプリズムに透過させ、可視光のスペクトルの赤色光を越えた位置に温度計を置く実験を行った。この実験で温度計の温度は上昇し、このことから彼は、赤色光の先にも目に見えない光が存在すると結論づけた。この発見に刺激され、翌1801年にはドイツのヨハン・ヴィルヘルム・リッターにより紫外線も発見されている。
1850年にはイタリアのマセドニオ・メローニが、赤外線には反射、屈折、偏光、干渉、回折がみられ、その性質は可視光と同じであることを実験によって示した。

## 用途

### 熱源

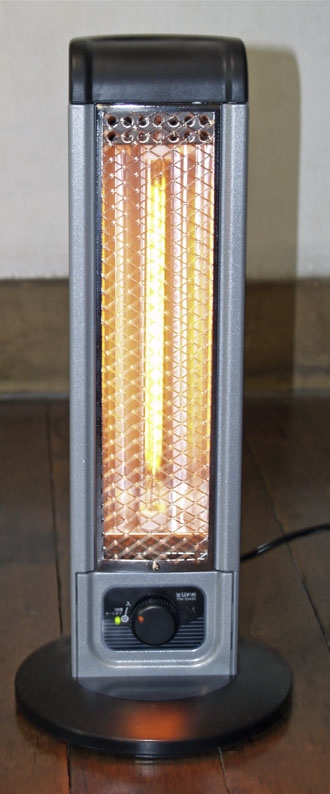
カーボンヒーター。ピーク波長は遠赤外線領域で、輻射の大部分が赤外線である。

遠赤外線（熱線）の放射は、対象物に熱を与える効果があり、暖房や調理器具などとして利用されている。多くの暖房器具は輻射を利用しているが、暖房効果における輻射の比率には大小がある。主に輻射による暖房器具として、こたつ、電気ストーブなどがある。燃焼を使う器具は温度が高いため可視光の比率が多いが、温度の低い触媒燃焼を利用する器具もある。輻射を利用した調理器具としては電気オーブンやオーブントースターが挙げられる。また塗装の工程で塗装面に熱を与えて硬化させる場合には輻射を利用した専用のヒーターが用いられる。リフロー方式によるプリント基板のはんだ付けでは、基板及び部品の加熱に用いるリフロー炉において遠赤外線がしばしば使用される。
上述の通り、遠赤外線は身体の内部から温めると言われるが、これは誤りであり、数ミリ程度しか浸透しない。物質の内部から温める効果としては、遠赤外線よりも波長が長い電磁波であるマイクロ波のほうが、より顕著である。その一方でマイクロ波は対象となる物質によっては、透過したり反射されたりするため、加熱が困難、不可能な場合もある。
透明なシリコーン樹脂製の型にプラスチックのペレットを充填し、近赤外線で加熱・成型する「光成形法」が、金型による射出成型よりも低コストな製造法として注目されている。

### センサ

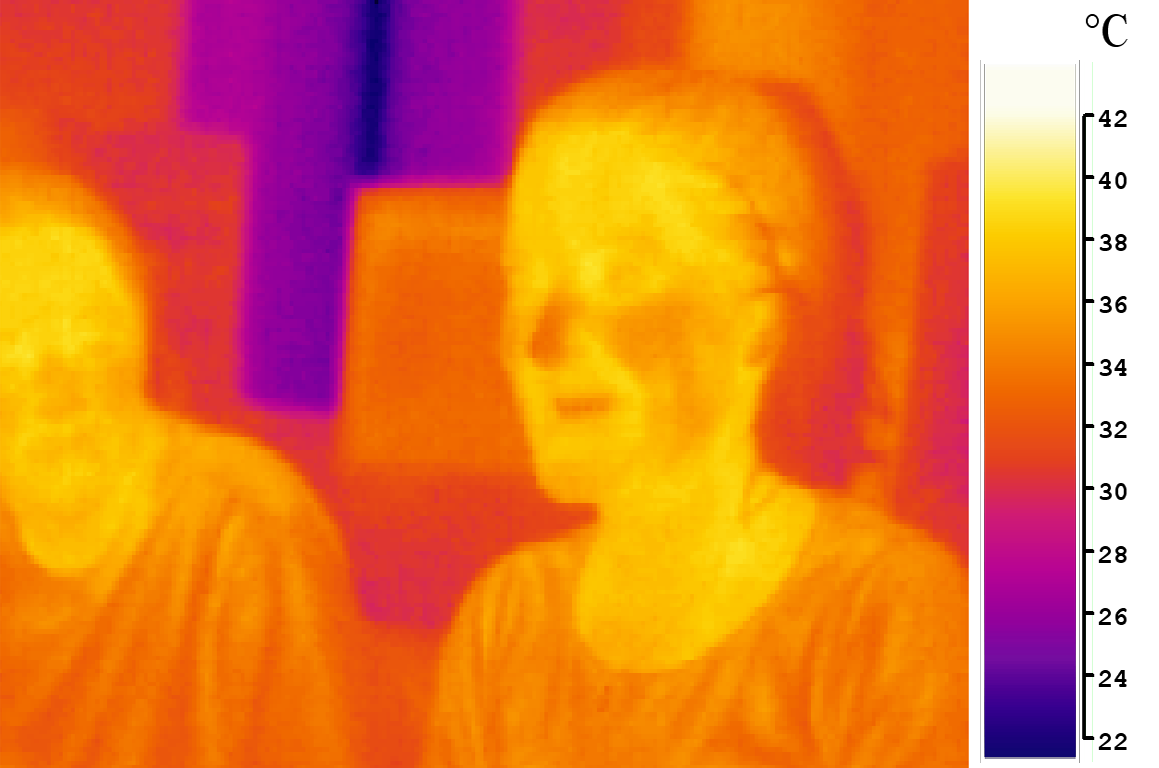
赤外線カメラによって作成されたサーモグラフィー

近赤外線と遠赤外線は、センサ目的に各分野で広く用いられている。
赤外線は可視光に比べて波長が長いため、散乱しにくい性質を利用して、煙や薄い布などを透過して向こう側の物体を撮影するために用いることができる。また目に見えないという特性もあるため、夜間に被写体を近赤外線光源で照らしても被写体に気付かれることなく撮影することができることから、警備・防衛用途や、野生動物の観察・研究用途にも広く用いられている。これらの用途には、主として近赤外線が用いられる。
一方、あらゆる物体はそれ自身の温度によった遠赤外線を出している（黒体放射）ため、対象物の放つ遠赤外線を感知するセンサは、光源が無い場所でも目標を発見することが可能である。また黒体放射においては、温度に応じて異なる強度の赤外線が放射されることから、対象物の温度を測定することができる。これを利用した技術がサーモグラフィーである。

#### リモートセンシング衛星
地表や海面の温度を調べるのはもちろんのこと、植生の状況をモニタリングするために近赤外域や中間赤外域（短波長赤外域）が使用される。植生は太陽光の可視域の反射が低く、近赤外域の反射が非常に強いという分光反射特性をもつ。可視赤色域と近赤外域を用いた植生指数が多数提唱されている。

#### 赤外線天文学
赤外線で星や銀河等を観測することにより、他の波長の電磁波ではわからない現象を調べることができる。例えば我々の銀河系中心方向には視線方向に、可視光を吸収してしまう星間物質があるため可視光線では観測できないが赤外線を検出することにより、銀河中心付近の星の分布などを調べることができる。

### 通信手段

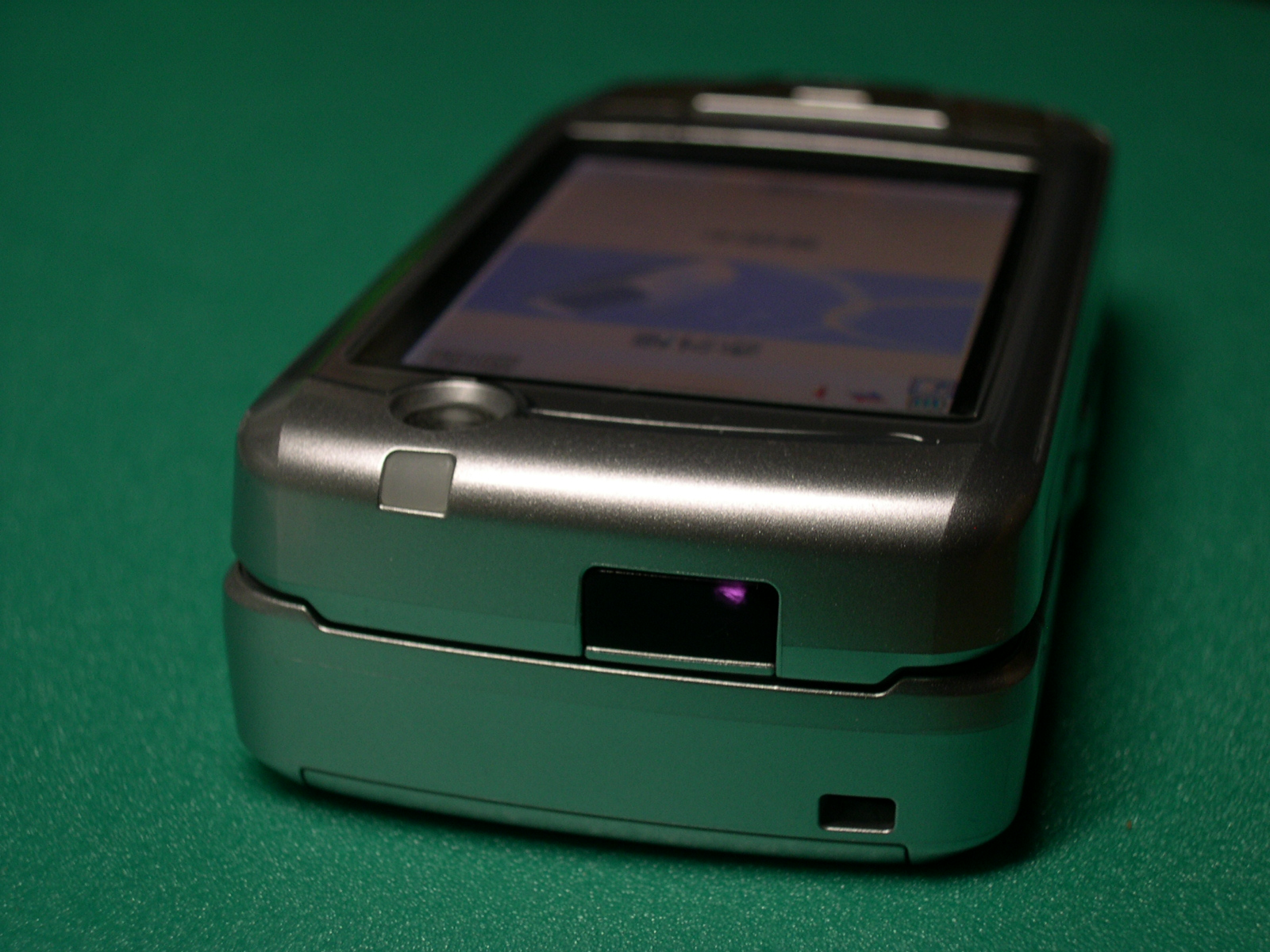
赤外線通信 (D901iS)

近距離赤外線通信規格IrDAの携帯電話への普及により、赤外線通信が一般に認知され、使用されるようになった。電波で通信する方式に比べて、信号が空間的に広がりにくく（回折を起こさず）、障害物があると通信できない欠点はあるものの、それは第三者に傍受されにくいというセキュリティ上の大きな長所でもある。
ザウルスなどの以前の機種では、ASK方式が用いられていた。
また、屋外で使う自動車用ドアロック・ワイヤレスリモコンは周囲の明るい光が妨害源となり赤外線通信には不向きであるので電波を利用するものが多いが、強烈な光に晒されることのない屋内で使われる家電製品のワイヤレスリモコンは電磁ノイズの影響を受けない赤外線を利用しているものがほとんどである。

#### 音の伝送
音のワイヤレス伝送を行う場合に、電波を使わずパルス変調した赤外線を光源から発信し、受光器で受信して復調する機器がいくつか存在する。家庭用ではヘッドフォンで使用され、業務用ではカラオケのマイクロフォンや同時通訳を聞く際のレシーバに使用されている。
電波と異なり壁を透過しないので外部との混信や盗聴の心配が少なく、マルチチャンネル化も容易で利便性が高いが、一方で送受信器の間に大きな物体があるなど赤外線が届かない条件もしばしば起きるため、使用場所の形状によっては送受信器のうち固定器側について数を増やしたり、人や物に遮られない高所に設置するなどの検討が必要になる。また移動器側も衣服のポケットに入れたり、手で握るなど赤外線を遮らないよう注意する必要がある。受信機に太陽光などの強力な熱線が当たると受信センサーの赤外線が飽和して伝送が不調になる場合もある。

### 静脈認証
生体認証の一方式として使用される。皮膚への浸透深度は近赤外線域では数mm（最大6 mm）である。短波長側（0.7 - 0.8 µm）の近赤外光は静脈認証や医療用の一部の検査装置などに利用される。静脈認証は静脈血内のヘモグロビンが近赤外光を強く吸収する性質を利用している。

### 赤外分光法
全ての分子には、ある決まった周波数の電磁波を吸収する性質がある。これを赤外線の領域で調べる手法が赤外分光法 (IR法) であり、分子内部における原子の振動状態を通じて物質の構造に関する知見を得ることができる。赤外領域の基準振動がスペクトル分析の基本であるが、吸収が大きすぎるため、近赤外領域にある、吸収の少ない倍音、三倍音を観測することもある。近赤外の分光法は赤外に比べ感度が極めて低く、そのため利用が遅れていたが、分析手法の発達により、非破壊検査・測定に利用されるようになった。

## 熱紋
熱紋とは熱源から放射される赤外線の固有の波長分布や形状を指し、熱紋をデータベースと照合することにより熱源を同定することができる。

## 話題
特別な場合に限られるものの、ヒトの視覚でも赤外線を感知できることもあるという。